# Trichosalpinx purpurea
Trichosalpinx purpurea är en orkidéart som beskrevs av Seehawer. Trichosalpinx purpurea ingår i släktet Trichosalpinx och familjen orkidéer. Inga underarter finns listade i Catalogue of Life.